# Casa do Padre Toledo
A Casa do Padre Toledo é um solar histórico, construído no século XVIII. Serviu de residência do padre Carlos Correia de Toledo e Melo. Localiza-se na cidade de Tiradentes, no estado de Minas Gerais. É um patrimônio histórico tombado pelo Instituto do Patrimônio Cultural e Artístico Nacional (IPHAN), na data de 4 de agosto de 1952, sob o processo de número 431.T.

## História
Entre os anos de 1777 e 1789, serviu como residência do Inconfidente padre Carlos Correia de Toledo e Melo.
Entre os anos de 1892 e 1897, foi residência do Juiz de Direito de Tiradentes, Edmundo Pereira Lins. Em 1907 a casa passou a ser propriedade do capitão Policarpo Rocha. Em 1917, Policarpo Rocha doou o imóvel para o município, que fez da casa a sede do Fórum da cidade.
Em 1930, a casa sediou a Prefeitura de Tiradentes, juntamente com o Fórum, e em 1971, a Prefeitura doou a casa para a Fundação Rodrigo Mello Franco de Andrade. Atualmente sedia o Museu Casa de Padre Toledo.

## Arquitetura
Edifício de arquitetura colonial, com fundação em pedra, foi construído em um pavimento e um porão. O telhado em três águas, foi coberto com telhas curvas e possuem cimalha. As paredes foram construídas em blocos de moledo e as vergas dos vãos da fachada foram construídas em pedra sabão. A porta de acesso fica na lateral direita do imóvel, em duas folhas e almofadadas. Foram construídos cunhais em pedra xisto verde, nas quinas das paredes externas da edificação principal. Na parte interna da casa, o assoalho foi construído em tábuas corridas e os forros foram feitos em tipo gamela, com exceção ao forro da alcova, que era de esteira de taquara. No teto há pinturas em estilo rococó.
O torreão foi construído em pau a pique, em um tempo diferente da edificação principal. Possui telhado em quatro águas, com telhas curvas de barro e beiral cachorrada e a fachada possui cunhais construídos com materiais diferentes, o cunhal da direita é de pedra xisto e o da esquerda em argamassa.

## Museu Casa Padre Toledo
O Museu Casa de Padre Toledo foi inaugurado em 1973. Possui um acervo com peças referentes à história da Inconfidência Mineira e mobiliários, adornos, imagens e oratória da época. O museu é aberto ao público, com entrada paga. A visitação é guiada e mediante agendamento prévio.